# درب، قنا
درب (به عربی: الدرب)، روستایی از توابع نجع حمادی در استان قنا و کشور مصر است.

## جمعیت
براساس سرشماری سال ۲۰۰۶ مصر، جمعیت آن ۱۶۷۶۴ نفر(۸۶۲۶ مرد و ۸۱۳۸ زن) بوده است.